# Ed Gordon
Edward Lansing Gordon, Jr. (1. července 1908 Jackson, Mississippi – 5. září 1971 Detroit, Michigan) byl americký atlet, olympijský vítěz ve skoku do dálky.
Na olympijských hrách v Amsterdamu v roce 1928 obsadil v soutěži dálkařů sedmé místo. V letech 1929 a 1932 se stal mistrem USA. V olympijském finále dálkařů v Los Angeles v roce 1932 v prvním pokusu skočil 764 cm, což znamenalo vítězství. Jeho osobní rekod byl 771 cm z roku 1931.